# Серапис на монетах Древнего Рима

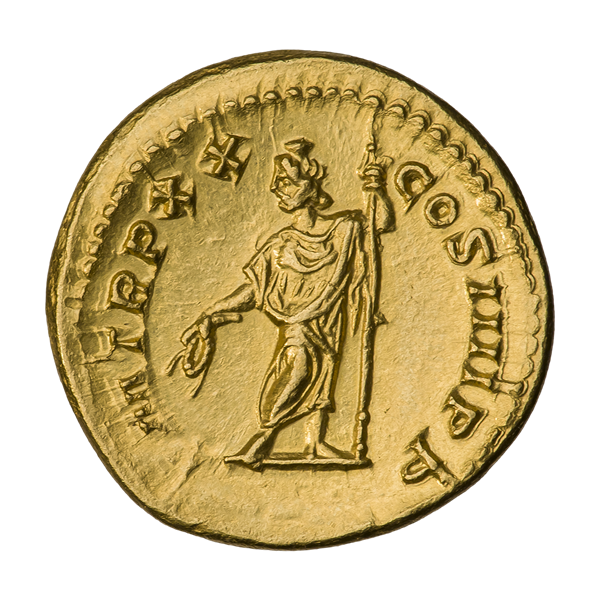
Серапис на ауреусе Каракаллы

Серапис на монетах Древнего Рима присутствует на деньгах нескольких императоров. Культ египетского божества, введённый при Птолемеях, получил широкое распространение в Риме с конца I-го столетия н. э. На всех монетах Древнего Рима Сераписа изображали в виде бородатого мужчины с пышными волосами. На его голове находится кувшин или модий. На имперских монетах он преимущественно стоит в полный рост, держа в одной руке скипетр либо копьё, в другой — венок. На ряде монет его рука поднята кверху.

## Культ Сераписа в Римской империи
Изначально культ Сераписа ввёл основатель династии Птолемеев Птолемей I Сотер при содействии египетского жреца Манефона и афинянина Тимофея, как бога-покровителя столицы Египта Александрии. Военачальник Александра Македонского, получивший в управление Египет, способствовал созданию нового божества для религиозной интеграции греков и египтян. Серапис соединял в себе черты египетских богов Аписа, Осириса и Имхотепа и греческих Аида, Посейдона, Зевса, Аполлона и Асклепия. К функциям Сераписа относились обеспечение плодородия, владычество над загробным миром, стихиями, Солнцем, а также спасение от несчастий и исцеление больных.
Культ Сераписа, которого стали также почитать, как мужа Исиды, прижился и распространился за пределы Египта. При описании событий 53 г. до н. э. Дион Кассий описывает постановление сената, согласно которому все частные святилища посвящённые Серапису и Исиде должны быть убраны вне священной границы Рима померия. О популярности культа свидетельствует намерение второго триумвирата возвести храм Серапису и Исиде в Риме.
Октавиан Август в целом негативно относился к египетским богам Исиде и Серапису. Все ограничения сводились к запретам священнодействий в пределах Рима и его окрестностей. После гонений, с высылкой адептов этих египетских богов из Рима, во время правления Тиберия египетские культы были допущены в Рим. В промежутке от 37 до 65 г. в столице даже построили храм Исиды и Сераписа. Веспасиан (69-79 гг), придя к власти благодаря легионам восточных провинций, особо благоволил Серапису.

## Особенности изображений Сераписа на античных римских монетах

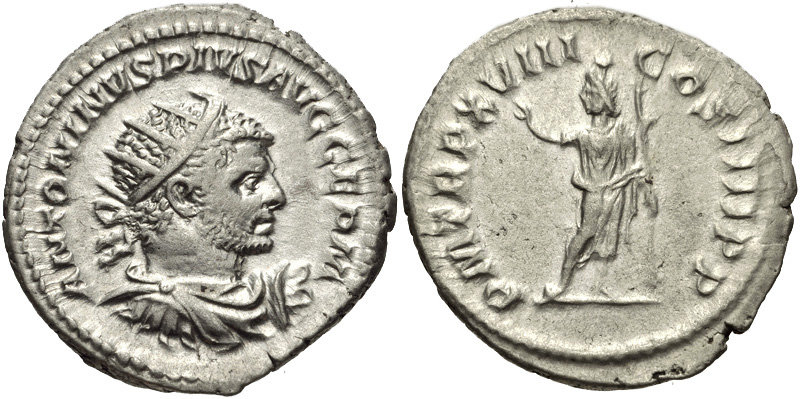
Антониниан Каракаллы с Сераписом

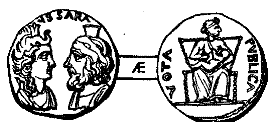
Исида и Серапис на монете Юлиана Отступника

На всех монетах Древнего Рима Серапис представлен в виде бородатого мужчины с пышными волосами, на голове которого находится кувшин или модий. В одной руке он держит скипетр либо копьё, в другой — венок. На ряде монет его рука поднята вверх.
Впервые египетские божества и их храмы появились на имперских римских монетах при Веспасиане. На нескольких типах его сестерциев отчеканили храм Изиды с изображением статуи самой богини. Также известен один монетный тип периода правления Веспасиана с изображением самого Сераписа. На сестерции Домициана Серапис изображён сидящим в храме с псом Цербером. На нескольких монетных типах Адриана Серапис с Исидой отчеканены рядом с императорской супружеской парой. При Коммоде египетский бог выступает уже защитником «SERAPIDI CONSER[vator] AVG[usti]», а при Постуме — товарищем императора («SERAPIDI COMITI AVG[usti]»).

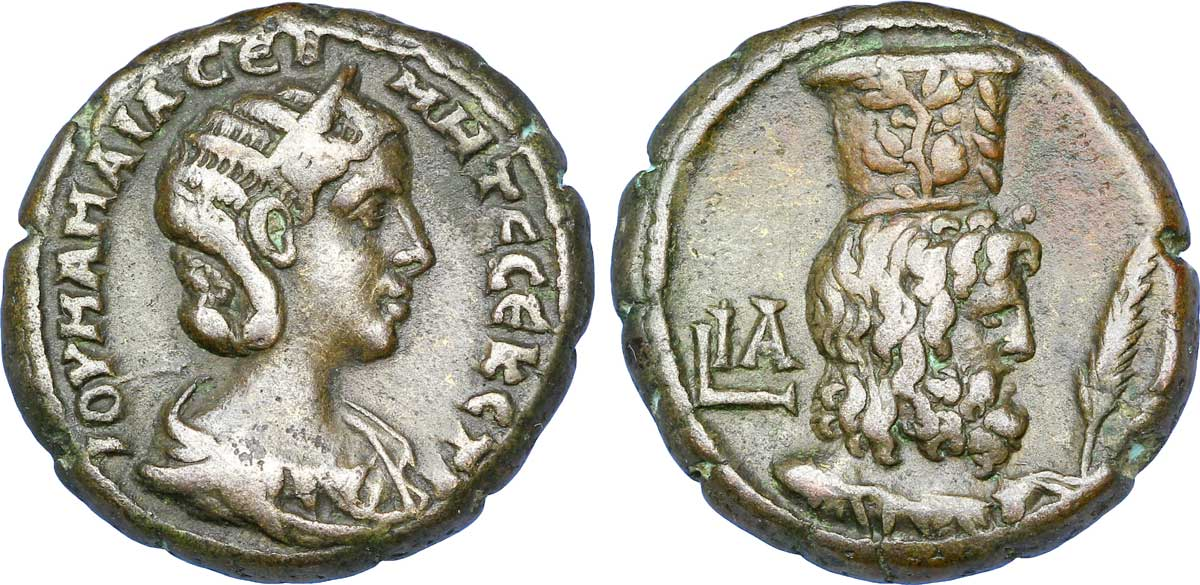
Александрийская тетрадрахма с Юлией Мамеей на аверсе и Сераписом на реверсе

Последние монеты с изображением Сераписа в Римской империи чеканили при Юлиане Отступнике, который отождествлял Сераписа с братом Юпитера Плутоном.
Серапис присутствует на золотых, серебряных, латунных и медных имперских монетах Веспасиана (69-79), Домициана, Адриана (117—138), Коммода (177—192), Каракаллы (198—217), Гордиана III (238—244), Галлиена (253—268), Клавдия Готского (268—270), Постума (260—269) и Юлиана Отступника (361—363).
Кроме ряда имперских монет Сераписа помещали и на провинциальные. Его изображение часто встречается на монетах различных городов восточных провинций империи, где иногда его культ сливался с таковыми Зевса или Гадеса. В отличие от имперских, на провинциальных монетах Серапис изображён не в полный рост. Реверс занимает исключительно его профиль. Также известны монеты вассального от Рима Боспорского царства с Сераписом.